# Jules Verne (ruimtevaartuig)

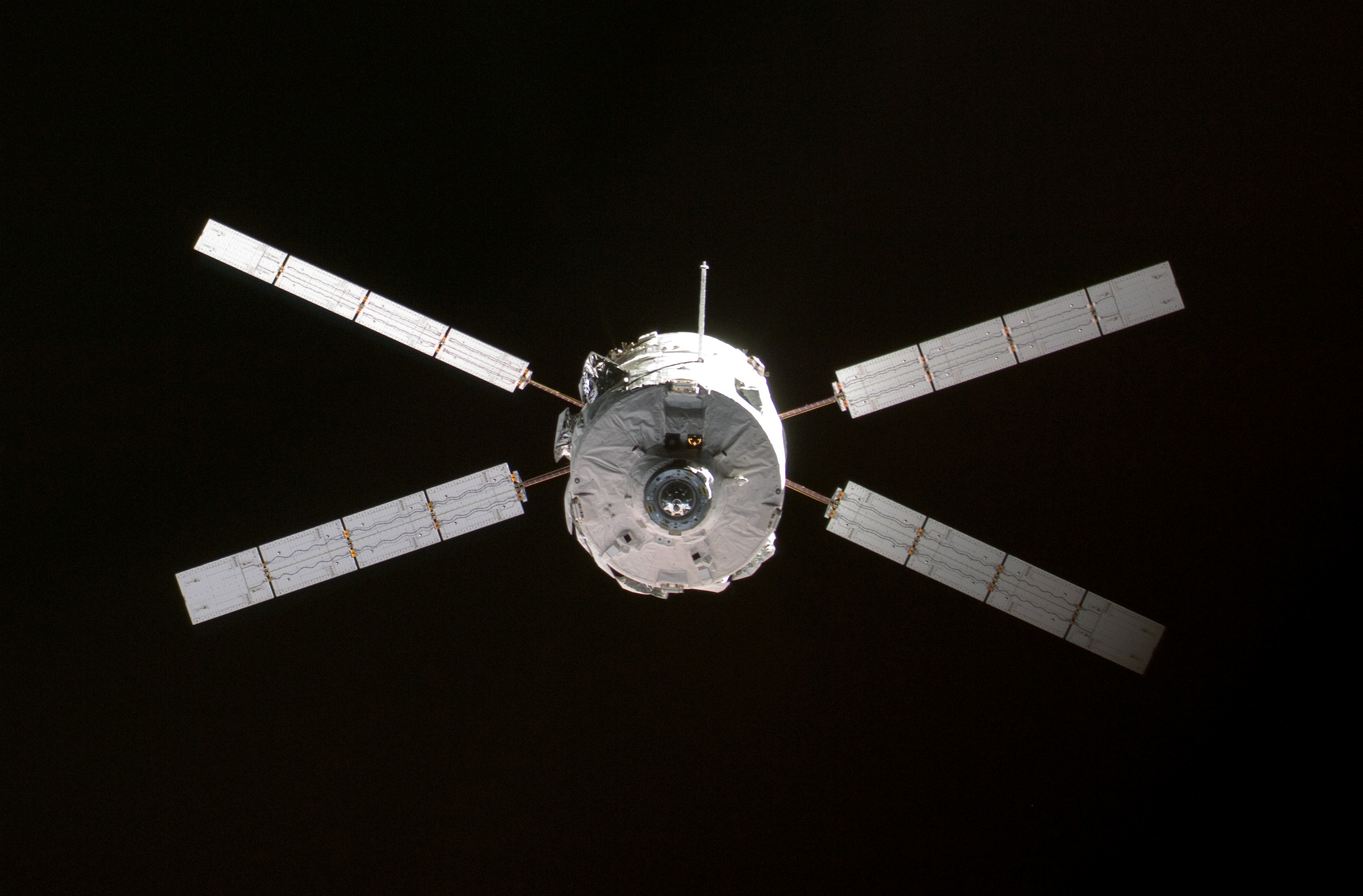
De Jules Verne benadert het internationale ruimtestation op 31 maart 2008 tijdens een generale repetitie, voordat het ruimtevaartuig op 3 april daadwerkelijk aankoppelde

De Jules Verne (ATV-001) was een onbemand ruimtevaartuig van de Europese Ruimtevaartorganisatie (ESA) dat op 9 maart 2008 gelanceerd werd om het internationale ruimtestation (ISS) te bevoorraden. Op 3 april van datzelfde jaar koppelde de Jules Verne aan bij het ruimtestation en verbleef daar vijf maanden, om op 5 september weer te ontkoppelen. Het ruimtevaartuig verbrandde op 29 september 2008 in de dampkring boven de zuidelijke Stille Oceaan.
De Jules Verne was vernoemd naar de Franse schrijver Jules Verne. Aan boord werden twee oorspronkelijke manuscripten van Jules Verne en een 19e-eeuwse editie van Verne's Van de aarde naar de maan meegenomen.
Het ruimtevaartuig was het eerste Automated Transfer Vehicle (ATV), een onbemand ruimtevaartuig ontworpen door het ESA om het internationale ruimtestation te bevoorraden. Het werd bestuurd vanuit het ATV Control Centre in Toulouse (Frankrijk). De Jules Verne werd in de zomer van 2005 getest bij ESTEC in Noordwijk en op 9 maart 2008 gelanceerd vanaf Centre Spatial Guyanais in Frans-Guyana met behulp van de Ariane 5ES-raket. Omdat de Jules Verne de eerste ATV was, werd het koppelen met het ISS eerst drie weken lang getest. Na deze "generale repetities" koppelde het ruimtevaartuig op 3 april zonder problemen aan bij de Russische Zvezda-module.
Het ruimtevaartuig kon ruim 7 ton aan voorraden meenemen. De Jules Verne had 1150 kilogram vracht aan boord, waaronder voedsel, kleding, 270 kilogram water, 21 kilogram zuurstof en 856 kilogram brandstof. Het schip is ook bedoeld om afval uit het ruimtestation mee te nemen. Ruim 6 ton afval van het ISS wordt samen met de Jules Verne in de dampkring verbrand.
Na aankoppeling werd de Jules Verne gebruikt om op 25 april het ruimtestation naar een hogere baan om de Aarde te duwen. De Jules Verne bracht het ISS 4,5 kilometer hoger, naar een hoogte van 342 kilometer. Ook werd het ruimtevaartuig op 27 augustus gebruikt om een ontwijkingsmanoeuvre uit te voeren, nadat fragmenten van een oude satelliet te dicht in de buurt van het ISS dreigden te komen.
De Jules Verne zou oorspronkelijk begin augustus ontkoppelen en in de dampkring verbranden. De ontkoppeling werd echter uitgesteld tot 5 september. Na een terugreis van drie weken verbrandde het ruimtevaartuig op 29 september 2008 boven de zuidelijke Stille Oceaan.
De volgende ATV-missie na de Jules Verne was de Johannes Kepler (ATV-002). Deze werd op 16 februari 2011 gelanceerd.